# Raphaël Comte

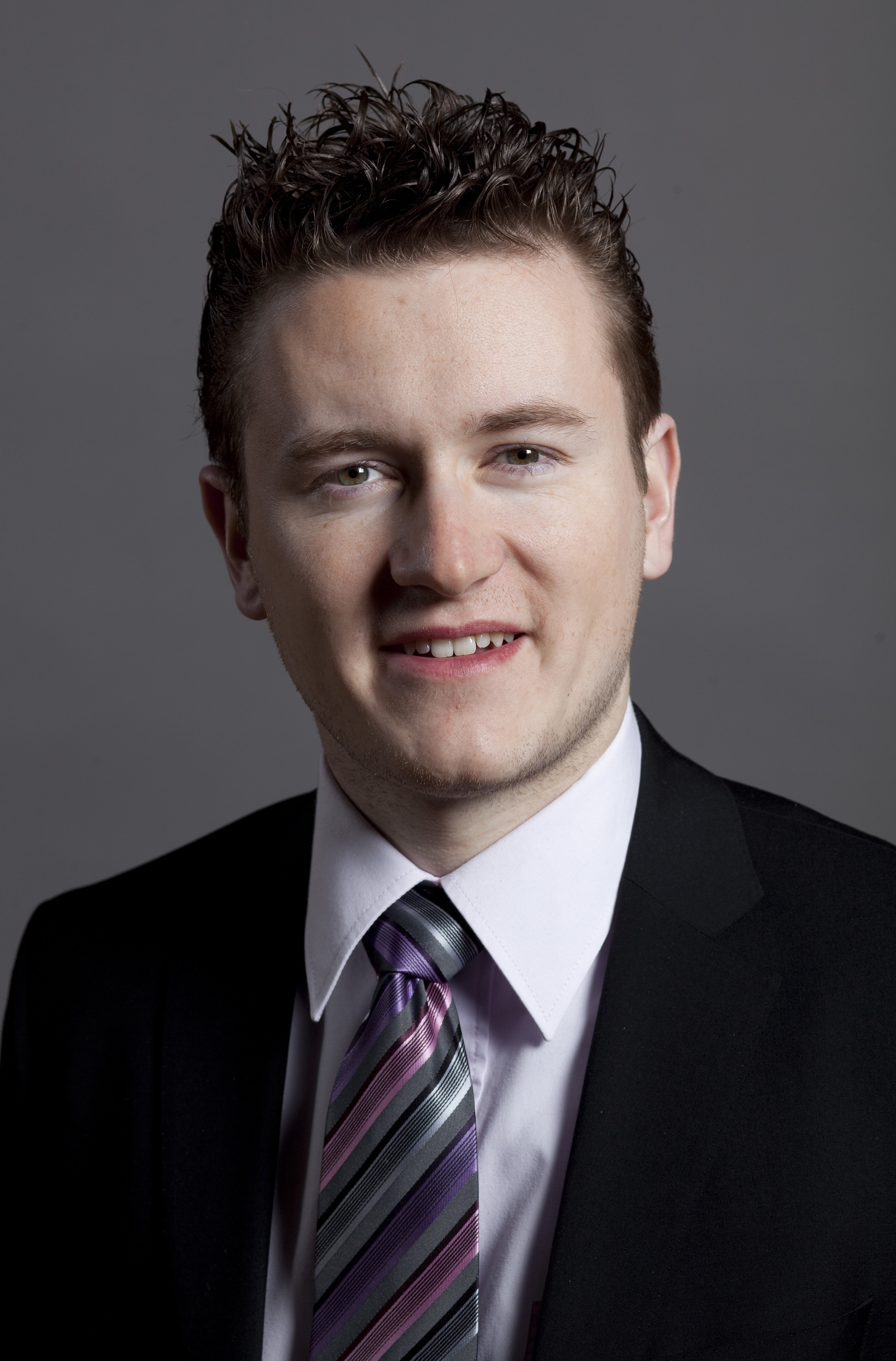
Raphaël Comte

Raphaël Comte (* 29. September 1979 in Neuenburg, heimatberechtigt in Courtételle) ist ein Schweizer Politiker (FDP) und ehemaliger Ständeratspräsident.

## Biografie
Comte studierte Rechtswissenschaften an den Universitäten Neuenburg, Bern und Zürich und schloss mit einer Lizentiatsarbeit über Gemeindefusionen ab.
Von 2000 bis 2008 war Comte Gemeinderat von Corcelles-Cormondrèche. Von 2001 bis 2009 gehörte er dem Grossen Rat des Kantons Neuenburg an. Ausserdem präsidierte er von 2004 bis zur Fusion mit den Liberalen 2008 die FDP des Kantons Neuenburg.
Am 17. Januar 2010 wurde Comte als Nachfolger von Didier Burkhalter in den Ständerat gewählt und wurde 2011 im ersten Wahlgang bestätigt. 2016 präsidierte er den Ständerat. 2018 verzichtete er auf eine erneute Kandidatur und trat per Dezember 2019 zurück. In den Jahren 2012 bis 2000 war er zudem Mitglied der Schweizer Delegation in der Parlamentarischen Versammlung des Europarates.